# 新界區專線小巴93線
新界區專線小巴93線是由好景專線小巴營辦的一條專線小巴線，來往華員邨及荃灣（鹹田街），途經祖堯邨、荔景站、葵福路及楊屋道。
新界區專線小巴93A線是由好景專線小巴營辦的一條專線小巴線，來往華景山莊及荃灣（鹹田街），屬93線的支線。

## 簡介及歷史
本路線提供華員邨、荔景山、祖堯邨、荔景邨往來葵涌葵福路及荃灣市中心的專線小巴服務，於1981年10月4日起投入服務，由91號線分拆出來，取代九巴46B線服務。
往來華景山莊至荃灣運輸大樓的新界區專線小巴97線，因長期虧損，營辦商大叁有限公司（由進智公交主席黃文傑持有，但並非進智公交子公司）決定放棄營運，運輸署於2011年9月9日起，將97及97A分為兩個獨立的客運營業證重新招標。
由於大叁有限公司決定於2011年9月24日起停辦97號線，運輸署決定邀請現時93號線的營辦商（好景專線小巴有限公司），開辦93號線的臨時支線93A，於97號線停止服務當日投入服務。該路線原計劃營運至重新招標完成後，有新營辦商接手經營為止，但最終改為永久路線。
本路線取道葵福道往來華員邨、祖堯、荔景及荃灣，比起九龙巴士30线及46A號線（已取消）更快捷，而且班次相當頻密及收費便宜，加上有不少學生乘客乘搭，客量一直維持高水平，但因華員邨部分駕駛者改用私家車往大欖隧道前往元朗區而流失部分使用者。由於途經港鐵荔景站，而且設有雙向分段收費，乘搭本線往來荔景接駁港鐵荃灣線及東涌線的乘客亦佔一定比例。

## 服務時間及班次
93路
| 華員邨開         | 華員邨開    | 華員邨開     | 荃灣（鹹田街）開 | 荃灣（鹹田街）開 | 荃灣（鹹田街）開 |
| 日期             | 服務時間    | 班次（分鐘） | 日期             | 服務時間         | 班次（分鐘）     |
| ---------------- | ----------- | ------------ | ---------------- | ---------------- | ---------------- |
| 星期一至六       | 06:00-09:30 | 6            | 星期一至六       | 06:30-09:30      | 6                |
| 星期一至六       | 09:30-17:00 | 15           | 星期一至六       | 09:30-17:00      | 15               |
| 星期一至六       | 17:00-20:00 | 6-8          | 星期一至六       | 17:00-20:00      | 6-8              |
| 星期一至六       | 20:00-23:15 | 15           | 星期一至六       | 20:00-23:15      | 15               |
| 星期日及公眾假期 | 07:00-23:15 | 15           | 星期日及公眾假期 | 07:00-23:20      | 15               |

93A
- 每日華景山莊開：06:30-22:50（10-25分鐘一班）
- 每日荃灣（鹹田街）開：06:35-23:05（10-25分鐘一班）

## 收費
| 路線 | 全程收費 | 分段收費                                                                                          |
| ---- | -------- | ------------------------------------------------------------------------------------------------- |
| 93   | $5.6     | - 華員邨來往聯接街：$4.4 - 聯接街來往荃灣：$4.4                                                   |
| 93A  | $8.4     | - 華景山莊來往聯接街：$4.9 - 華員邨來往聯接街：$4.4 - 華員邨來往荃灣：$5.6 - 聯接街來往荃灣：$4.4 |

| - 本線大小同價。 - 乘客可以現金或八達通於上車時付款，不設找續。 - 65歲或以上長者使用長者或個人八達通（包括「樂悠咭」），合資格殘疾人士使用「殘疾人士身份」個人八達通卡繳付車資，以及60至64歲香港居民使用「樂悠咭」，均可享有每程劃一$2.0的政府長者及合資格殘疾人士公共交通票價優惠計劃。 - 乘客若繳付分段收費，請通知車長調校八達通機。 |

### 八達通轉乘優惠
乘客由華景山莊總站使用八達通卡乘搭47M線往荔景鐵路站，並於上車後60分鐘內使用同一張八達通卡於華員邨至大窩交匯處之間下車轉乘本線往荃灣鹹田街；或由荃灣鹹田街乘搭本線往華員邨，並於上車後60分鐘內使用同一張八達通卡於荔景鐵路站轉乘往華景山莊的47M線，第二程車資減收$1.9。

## 行車路線
- 往華員邨／華景山莊途經：鹹田街、河背街、眾安街、楊屋道、葵福路、荔景山路、敬祖路、念祖街、荔枝嶺路、華瑤路、華景山路及華員徑。
- 往荃灣（鹹田街）途經：華員徑、華景山路、華瑤路、荔枝嶺路、念祖街、敬祖路、荔景山路、葵福路、楊屋道、聯仁街、沙咀道及鹹田街。

93A線不經桃紅色路段。

## 用車
根據運輸署《服務詳情表》，93線共需使用7輛小巴提供服務，其中1輛為19座位小巴，亦可從90M線之2輛19座位小巴替換；而93A線共需使用3輛小巴提供服務，其中1輛為增援車輛，於18:00-20:00從93線調撥，其餘時間從47M線調撥，亦可從90M線或93線之3輛19座位小巴替換。

## 圖集

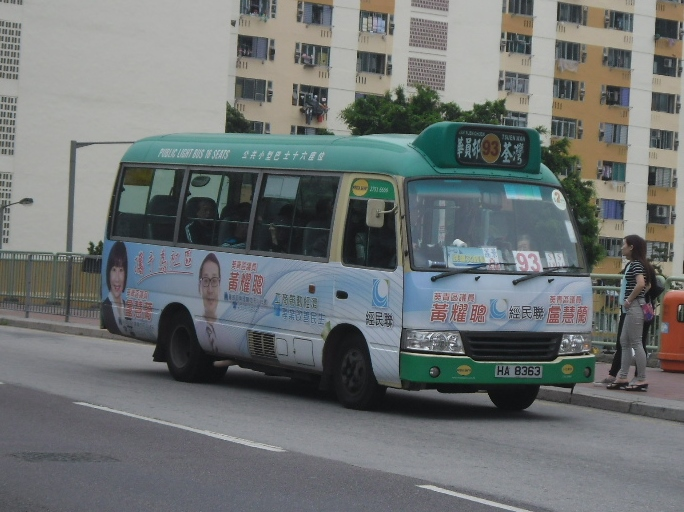
HA8363
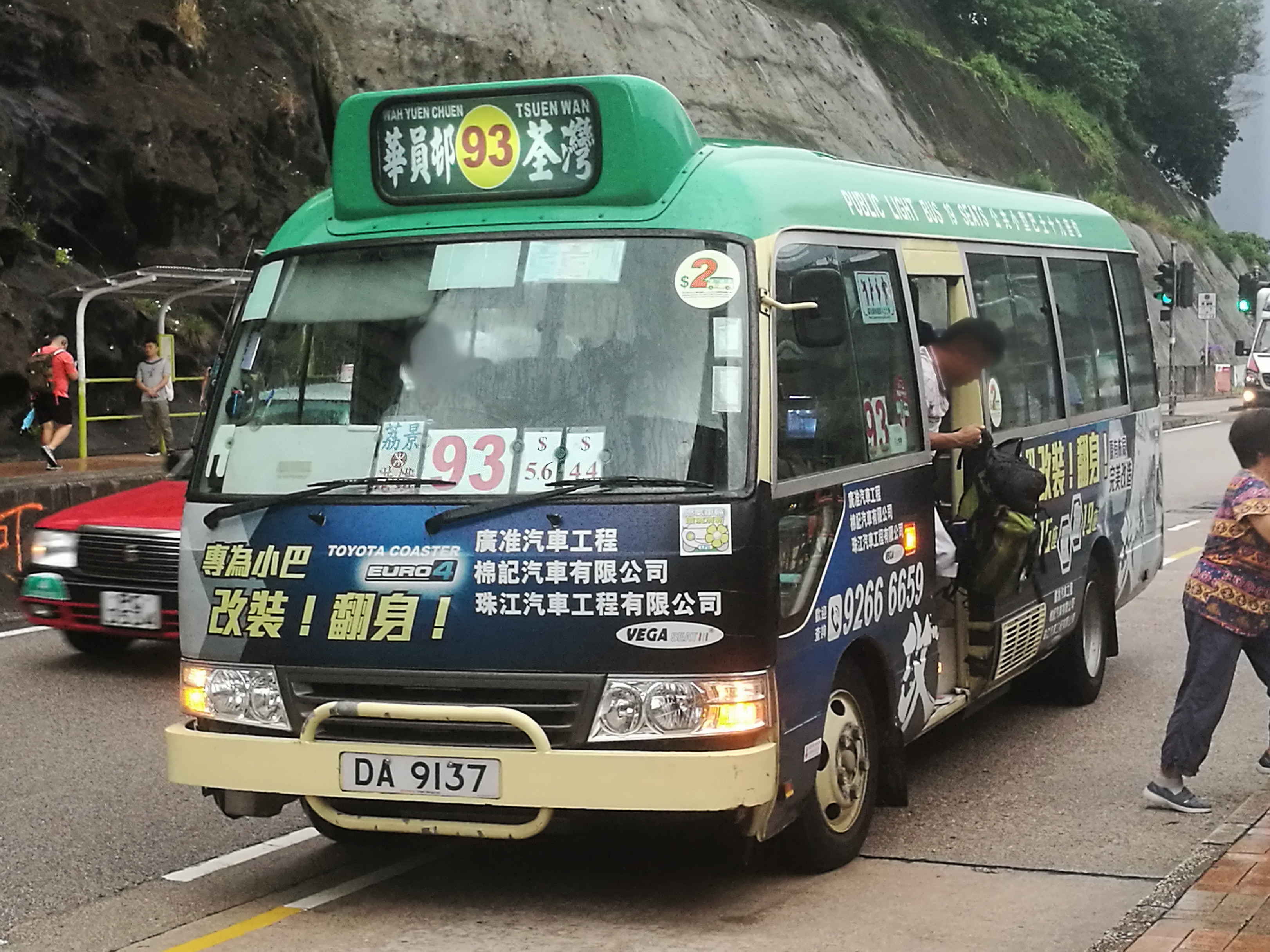
DA9137
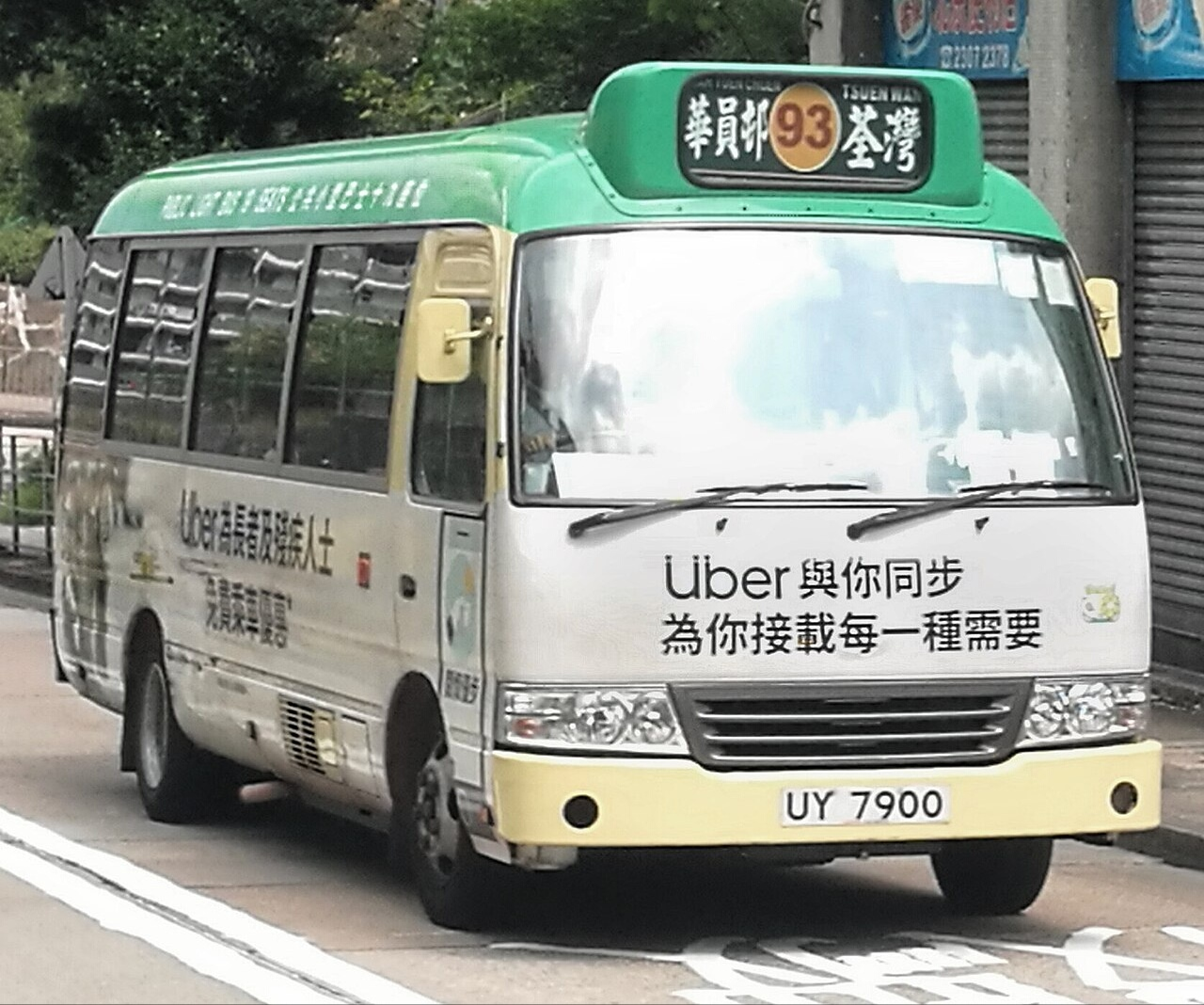
UY7900
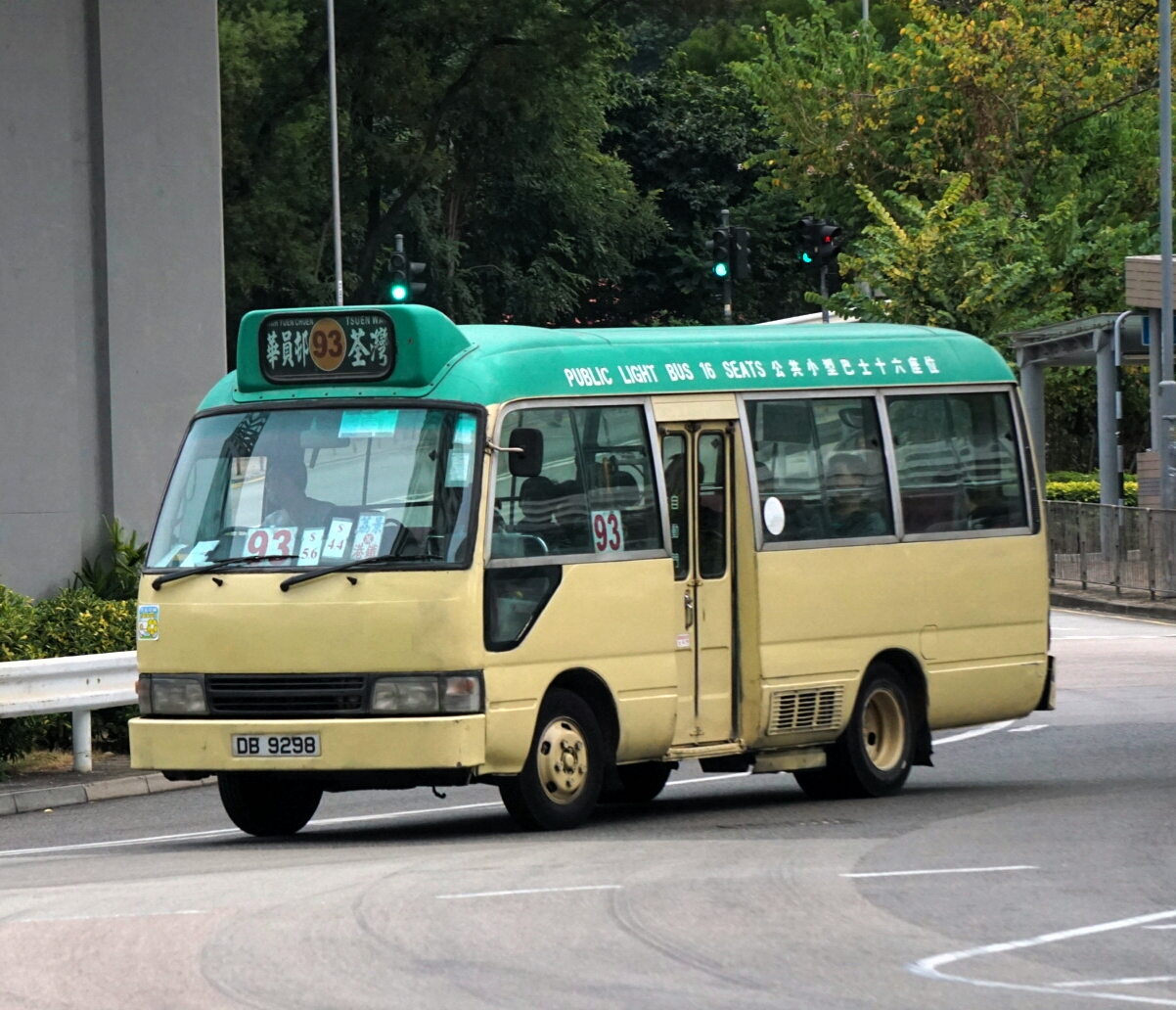
DB9298
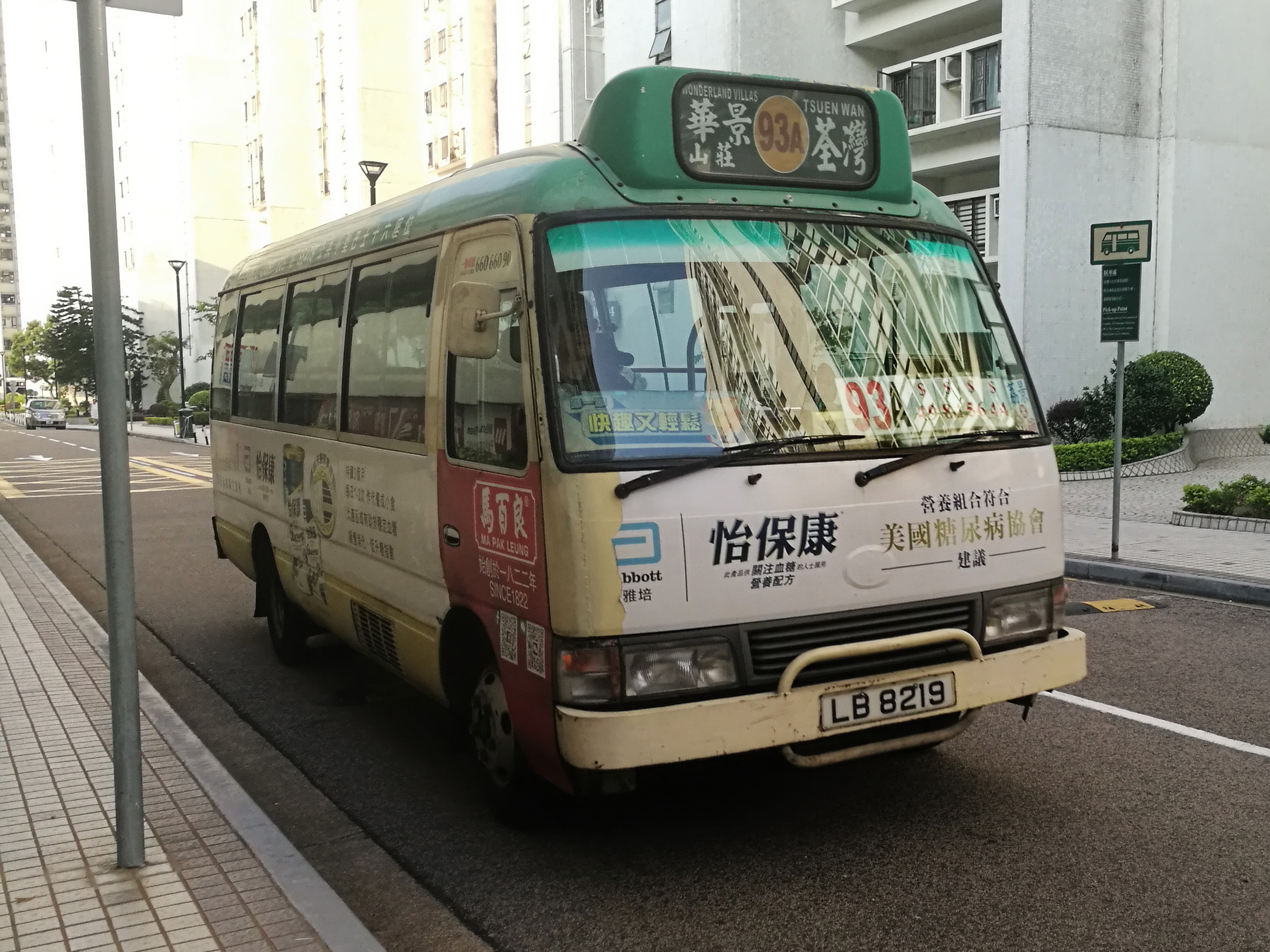
LB8219
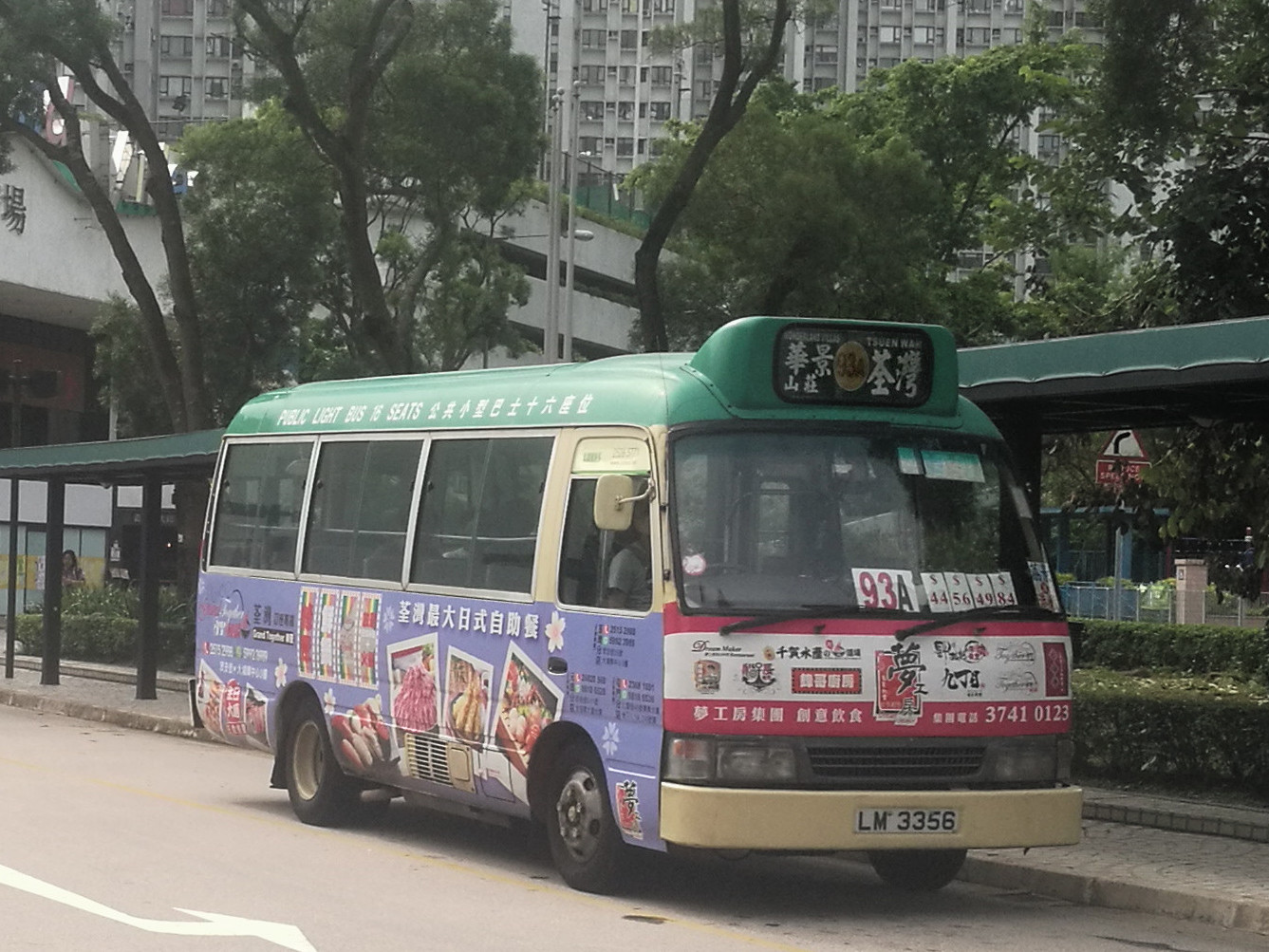
LM3356
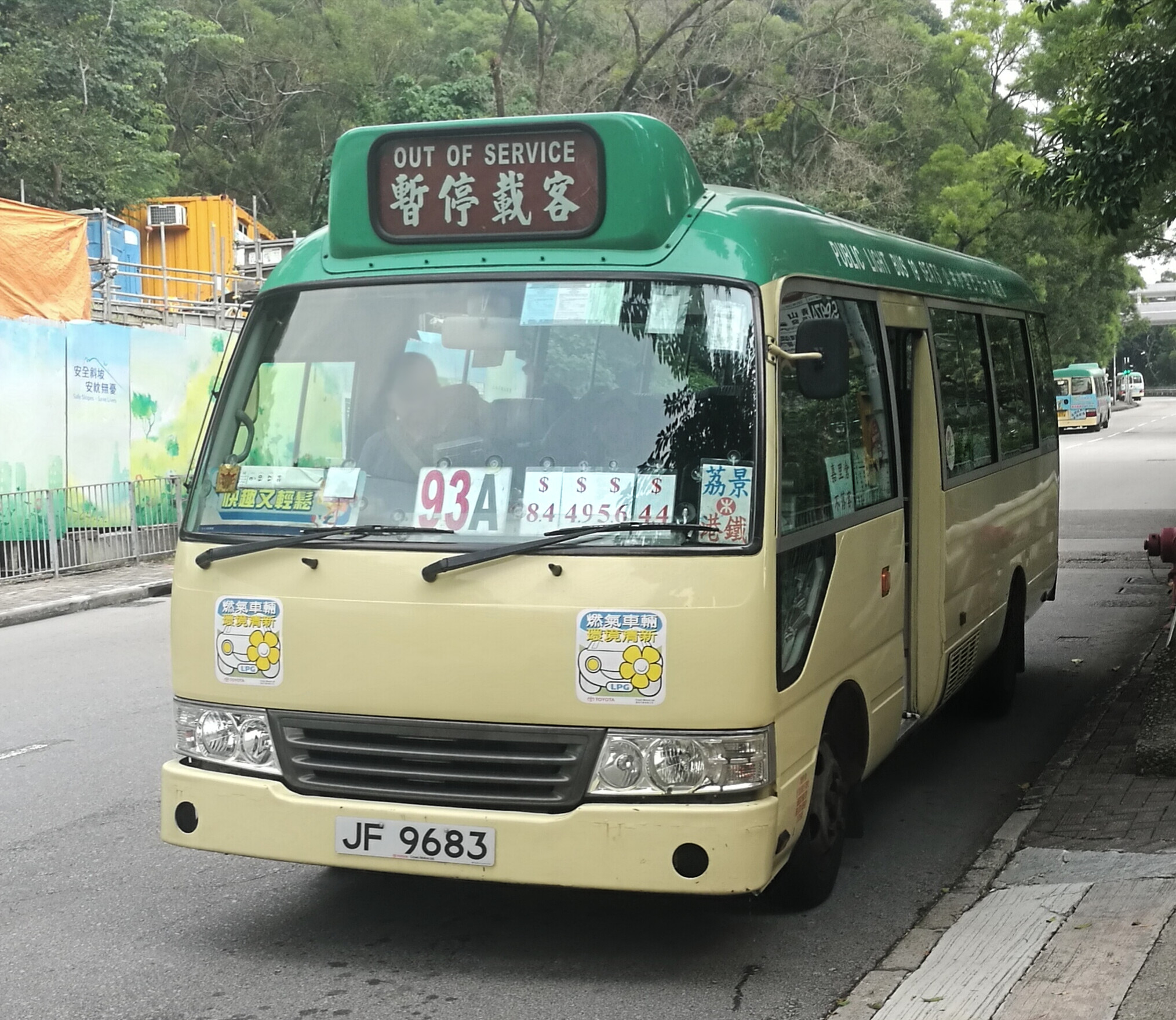
JF9683

## 外部連結
- 681巴士總站 （页面存档备份，存于）